# Llodio
Llodio (cooficialmente en euskera: Laudio) es un municipio español perteneciente a la provincia de Álava, en la comunidad autónoma del País Vasco. Se trata de un importante centro industrial en la comarca y el segundo municipio más poblado de la provincia tras la capital provincial, Vitoria, con 17 906 habitantes en 2022.

## Geografía
El municipio de Llodio, que tiene una superficie de 37,45 km² y una altitud de unos 130 metros sobre el nivel del mar, está situado al noroeste de Álava, en el límite con la provincia de Vizcaya. Se encuentra enmarcado en el Valle de Ayala y cuenta con una población cercana a los 18 000 habitantes, lo que lo convierte en la segunda localidad en importancia de Álava en número de habitantes, por detrás de Vitoria, la capital. Es la población principal de la comarca, tanto en habitantes como en nivel de actividad industrial y comercial.

### Barrios
Llodio cuenta con siete barrios principales:
- Ugarte
- Gardea
- Landaluze
- Areta
- Arraño
- Latiorro
- Lamuza, zona centro

Además de los citados, también hay varios barrios rurales:
- Isusi (Santa Lucía)
- Larrazabal
- Luja
- Zabala
- Galmaka

El municipio limita con los municipios alaveses de Oquendo y Ayala, y con los vizcaínos de Arrancudiaga, Aracaldo y Orozco.
| Noroeste: Oquendo | Norte: Arrancudiaga (Vizcaya) | Nordeste: Arrancudiaga (Vizcaya)            |
| Oeste: Oquendo    |                               | Este: Orozco (Vizcaya) y Aracaldo (Vizcaya) |
| Suroeste: Ayala   | Sur: Ayala                    | Sureste: Orozco (Vizcaya)                   |

### Hidrografía
El Nervión es el eje fundamental de la actividad del municipio, ya que es el río principal de la localidad. El Nervión realiza un recorrido de 7 km para atravesar el municipio y en su transcurso recibe la aportación de agua de los numerosos arroyos con que cuenta Llodio: San Juan, Aldaikorreka, Oleta, Larra, Zabala y Olarte, entre otros.

### Orografía
El pueblo está situado en un valle; es decir, está totalmente rodeado de montes. Destacan Kamaraka (782 m) y Goikogane (698 m), los dos muy cerca de Ganekogorta (997 m). Además, también son reseñables Pagolar (718 m), Mostatxa (667 m), Elorritxugana (721 m), Zenagortagane (700 m) o Lujamendi (470 m).

### Clima
Llodio se encuentra en una zona climática oceánica, templada y húmeda. Tiene un índice de precipitación de 1078 mm al año. Estas están bien distribuidas durante todo el año, siendo los meses de verano y exactamente julio (43 mm) cuando menos precipitación se recoge e invierno y primavera las estaciones más lluviosas.

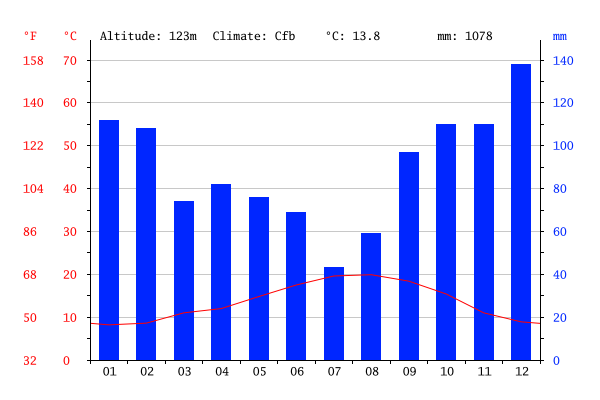
Parámetros climáticos promedio de Llodio

Cabe destacar que al encontrarse en un valle en el interior las temperaturas suelen ser diferentes a las de la costa. Es decir, en invierno es probable ver nieve y que las temperaturas sean más frías, pudiendo rozar usualmente valores negativos. En verano, en cambio, la sensación de calor es mayor, dando lugar a menudo a temperaturas más altas que en la costa, y registrándose en la localidad las máximas del País Vasco.

## Historia
Los orígenes históricos de Llodio no están muy claros. El vestigio más antiguo de la localidad es el puente medieval de Vitorica sobre el río Nervión, del que queda un arco. Este puente habría sido parte de la calzada que unía la Llanada Alavesa con el puerto romano de Flaviobriga. Fue reconstruido en la Edad Media y casi cambiado en su totalidad. Parte de su estructura fue dañada durante las terribles inundaciones de 1983.
Los restos arqueológicos (hipocresacum) que demuestran una presencia romana se ven reforzados por las teorías de los lingüistas que creen que el nombre del valle es una evolución del nombre latino Claudius o Claudianus, que habría evolucionado con el paso de los años dando lugar a los dos nombres de la población: el vasco, Laudio, que es más parecido al original latino; y el romance, que es una forma más evolucionada y menos reconocible del mismo. Aunque también se ha considerado el hecho de que el nombre puede provenir de Falvio o Flavius, ambos extremos sin confirmar.
En 1943 la Diputación foral elige mayoritariamente a su alcalde José María Urquijo Gardeazábal para el cargo de procurador en Cortes en la I Legislatura de las Cortes Españolas (1943-1946), representando a los municipios de esta provincia.

## Demografía
Llodio cuenta con una población de 17 982 habitantes (INE 2024).
| Gráfica de evolución demográfica de Llodio entre 1842 y 2021 |
| |
| Población de derecho según los censos de población del INE Población de hecho según los censos de población del INEEn estos censos se denominaba Llodio: 1842, 1877, 1887, 1897, 1900, 1910, 1920, 1930, 1940, 1950, 1960, 1970, 1981, 1991 y 2001 En estos censos se denominaba Valle de Llodio: 1857 y 1860 |

Desde los años 1940 y hasta la crisis industrial de los años 80, las grandes industrias del vidrio y el acero, y, al amparo de estas, otras muchas industrias y comercios, impulsaron el crecimiento económico y demográfico de Llodio. Tras la grave crisis de los 80, las nuevas zonas industriales han permitido el nacimiento de empresas productoras y de servicios.

#### Gráfico de población 1988-2013
| Gráfica de evolución demográfica de Llodio entre 1988 y 2013 |
|                                                              |

### Transporte y comunicaciones
En lo que se refiere a la movilidad, Llodio está bien comunicado mediante diferentes carreteras y medios de transporte.

#### Carreteras
- AP-68: Autopista que conecta con Bilbao, Vitoria o Zaragoza y sirve de nexo a otras carreteras estatales.
- BI-625: autovía que conecta Llodio con Orduña y Bilbao y también atraviesa pueblos comarcales como Amurrio.
- A3632: carretera comarcal que une Llodio con Oquendo, por el Puerto de Garate.
- A4616: carretera comarcal que une Llodio con Oquendo, por Malkuartu.

#### Tren
Llodio cuenta con una estación de tren con servicio en las siguientes líneas de largo recorrido:
- ARCO: Bilbao-Abando / Vigo
- ALVIA: Bilbao-Abando / Madrid

Así mismo, cuenta con dos estaciones de la línea C-3 de Cercanías Renfe Bilbao: la anteriormente citada Llodio, y Areta, además del apeadero de Santa Cruz de Llodio.

#### Autobús
En Llodio transitan (tienen parada) las siguientes líneas de autobuses, pertenecientes a Bizkaibus y Álava Bus:
Bizkaibus (interurbano)
- A3613 Bilbao - Ugao-Miraballes - Orozco
- A3641 Alto Nervión - Arrigorriaga - Hospital de Galdakao

Álava Bus (interurbano)
- Línea 15 Llodio - Vitoria
- Línea 16 Ocondo - Llodio - Arciénaga

#### Aeropuerto
Aunque Llodio no tiene aeropuerto propio, a escasos 30 km se ubica el aeropuerto de Bilbao en el municipio de Loiu, que se alcanza en apenas media hora. El  aeropuerto de Foronda, cercano a la capital alavesa, se encuentra a 45 km.

## Administración y política

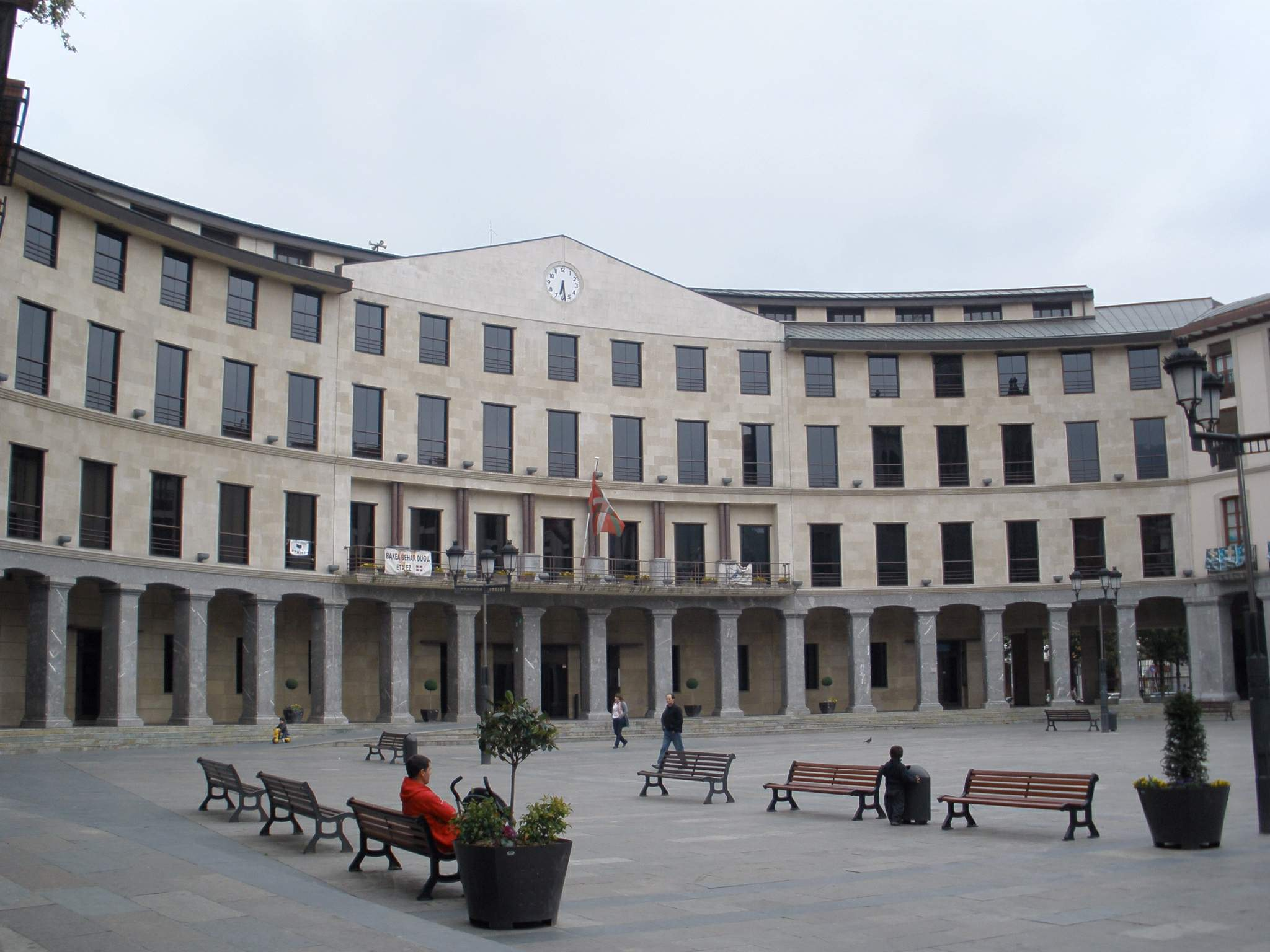
Ayuntamiento de Llodio

### Gobierno municipal
| Periodo   | Nombre                  | Partido | Partido                                                      |
| --------- | ----------------------- | ------- | ------------------------------------------------------------ |
| 1979-1983 | Pablo Gorostiaga        |         | Gure Aukera                                                  |
| 1983-1987 | Juan José Ibarretxe     |         | Euzko Alderdi Jeltzalea-Partido Nacionalista Vasco (EAJ-PNV) |
| 1987-1991 | Pablo Gorostiaga        |         | Herri Batasuna (HB)                                          |
| 1991-1997 | Antonio Aiz Salazar     |         | Euzko Alderdi Jeltzalea-Partido Nacionalista Vasco (EAJ-PNV) |
| 1997-1999 | María del Yermo Urquijo |         | Euzko Alderdi Jeltzalea-Partido Nacionalista Vasco (EAJ-PNV) |
| 1999-2003 | Pablo Gorostiaga        |         | Euskal Herritarrok (EH)                                      |
| 2003-2011 | Jon Karla Menoio        |         | Euzko Alderdi Jeltzalea-Partido Nacionalista Vasco (EAJ-PNV) |
| 2011-2019 | Natxo Urkixo Orueta     |         | Euskal Herria Bildu (EH Bildu)                               |
| 2019-2023 | Ander Añibarro Maestre  |         | Euzko Alderdi Jeltzalea-Partido Nacionalista Vasco (EAJ-PNV) |
| 2023-act. | Ainize Gastaka Martínez |         | Euskal Herria Bildu (EH Bildu)                               |

| Partido político                                              | 2019  | 2019       | 2015  | 2015       | 2011  | 2011       | 2007  | 2007       | 2003        | 2003        | 1999    | 1999       | 1995  | 1995       |
| Partido político                                              | %     | Concejales | %     | Concejales | %     | Concejales | %     | Concejales | %           | Concejales  | %       | Concejales | %     | Concejales |
| Euzko Alderdi Jeltzalea-Partido Nacionalista Vasco (EAJ-PNV)  | 36,15 | 7          | 26,46 | 5          | 28,79 | 6          | 35,72 | 7          | 51,59       | 10          | 29,04   | 5          | 28,76 | 7          |
| Euskal Herria Bildu (EH Bildu)-Bildu                          | 24,71 | 5          | 31,43 | 5          | 31,94 | 6          | —     | —          | —           | —           | —       | —          | —     | —          |
| Omnia                                                         | 18,24 | 3          | 21,54 | 4          | 9,12  | 1          | —     | —          | —           | —           | —       | —          | —     | —          |
| Partido Socialista de Euskadi-Euskadiko Ezkerra (PSE-EE PSOE) | 10,45 | 2          | 11,94 | 2          | 11,85 | 2          | 17,35 | 3          | 18,08       | 3           | 14,95   | 3          | 15,86 | 4          |
| Partido Popular del País Vasco (PP)                           | 4,36  | 0          | 10,82 | 2          | 12,38 | 2          | 18,81 | 3          | 17,41       | 3           | 11,88   | 2          | —     | —          |
| Elkarrekin Podemos (EP)-Ezker Anitza-IU-Equo Berdeak          | 4,65  | —          | —     | —          | —     | —          | —     | —          | —           | —           | —       | —          | —     | —          |
| Vox                                                           | 0,7   | —          | —     | —          | —     | —          | —     | —          | —           | —           | —       | —          | —     | —          |
| Aralar                                                        | —     | —          | —     | —          | 3,03  | 0          | —     | —          | —           | —           | —       | —          | —     | —          |
| Ezker Batua-Berdeak (EB-B)                                    | —     | —          | —     | —          | 2,17  | 0          | 4,91  | 0          | 5,99        | 1           | 3,32    | 0          | 5,34  | 1          |
| Por Un Mundo Más Justo (PUM+J)                                | —     | —          | —     | —          | 0,29  | 0          | —     | —          | —           | —           | —       | —          | —     | —          |
| Eusko Abertzale Ekintza-Acción Nacionalista Vasca (EAE-ANV)   | —     | —          | —     | —          | —     | —          | 24,18 | 5          | —           | —           | —       | —          | —     | —          |
| Eusko Alkartasuna (EA)                                        | —     | —          | —     | —          | —     | —          | 3,67  | 0          | Con PNV     | Con PNV     | Con PNV | Con PNV    | 7,93  | 1          |
| Unidad Alavesa (UA)                                           | —     | —          | —     | —          | —     | —          | —     | —          | 2,43        | 0           | 2,25    | 0          | 2,53  | 0          |
| Euskal Herritarrok (EH)-Herri Batasuna (HB)                   | —     | —          | —     | —          | —     | —          | —     | —          | Ilegalizado | Ilegalizado | 31,47   | 6          | 26,37 | 6          |

### Elecciones generales
| Logo | Partido político                                      | Votos | Porcentaje |
| ---- | ----------------------------------------------------- | ----- | ---------- |
|      | Unidos Podemos (Podemos-IU-Equo)                      | 3266  | 32,79 %    |
|      | Partido Nacionalista Vasco (EAJ-PNV)                  | 2292  | 23,01 %    |
|      | Euskal Herria Bildu (EH Bildu)                        | 1460  | 14,66 %    |
|      | Partido Socialista Obrero Español (PSOE)              | 1432  | 14,38 %    |
|      | Partido Popular (PP)                                  | 1100  | 11,05 %    |
|      | Ciudadanos-Partido de la Ciudadanía (Cs)              | 230   | 2,31 %     |
|      | Partido Animalista Contra el Maltrato Animal (PACMA)  | 64    | 0,64 %     |
|      | Partido Comunista de los Pueblos de España (PCPE)     | 20    | 0,20 %     |
|      | Recortes Cero-Grupo Verde (Recortes Cero-Grupo Verde) | 17    | 0,17 %     |
|      | Unión Progreso y Democracia (UPyD)                    | 11    | 0,11 %     |
|      | Vox (VOX)                                             | 10    | 0,10 %     |
|      | Libertad Navarra-Libertate Nafarra (LN)               | 2     | 0,02 %     |

## Cultura

### Patrimonio
El municipio tiene numerosos elementos patrimoniales y lugares de interés:

#### Iglesia parroquial de San Pedro de Lamuza

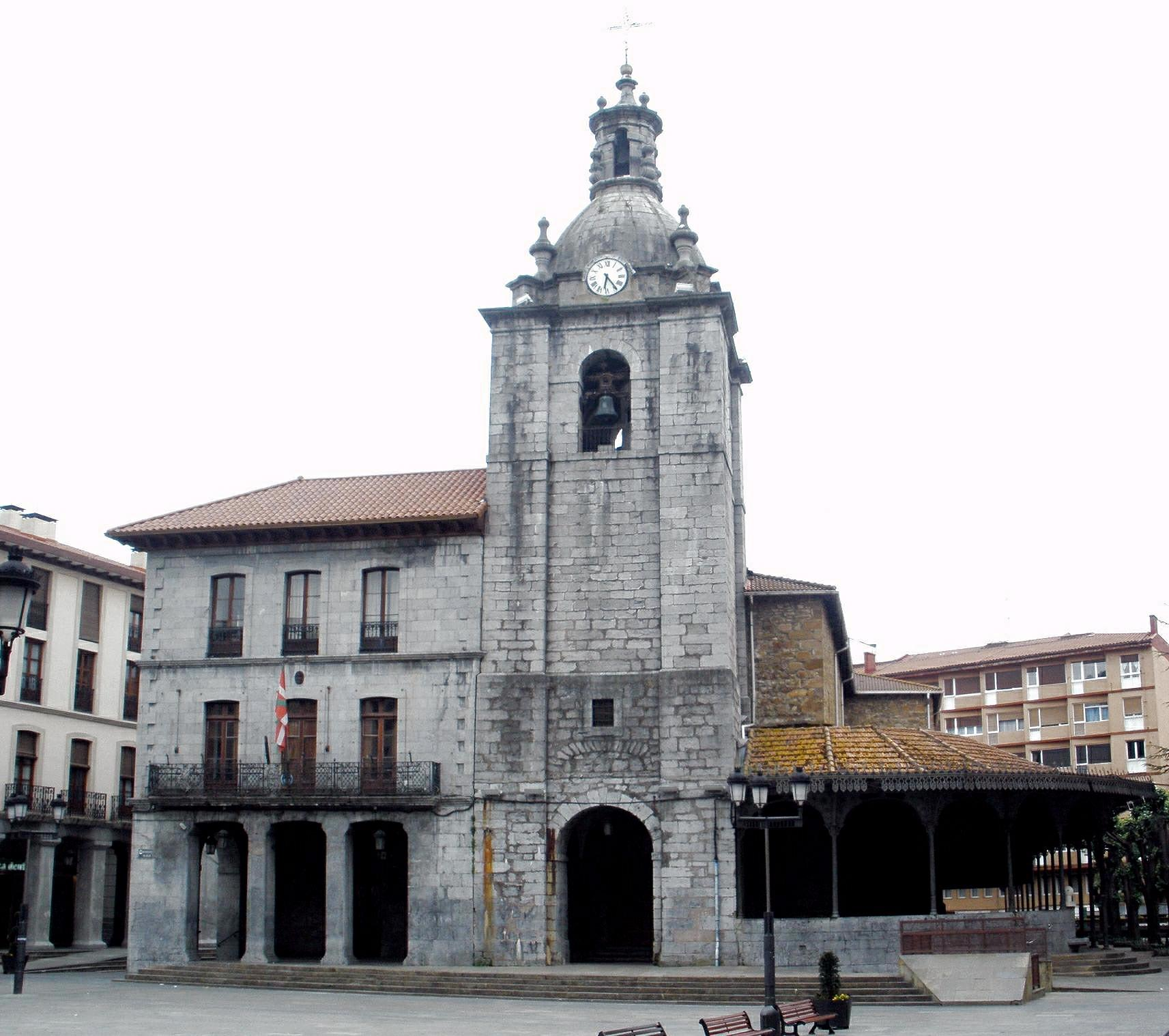
Iglesia de San Pedro de Lamuza

La iglesia de San Pedro de Lamuza fue construida en el siglo XVI sobre un antiguo templo del siglo XI. El edificio fue reconstruido posteriormente, y las obras se prolongaron hasta el siglo XVIII. Destaca su torre campanario y las imágenes escultóricas de su interior. Está ubicada en la plaza Herriko, la plaza del Ayuntamiento, en el centro del pueblo.

#### Santuario de Santa María del Yermo
El Santuario de Santa María del Yermo se localiza a unos 500 metros de altitud sobre el nivel del mar, en la ladera del monte Kamaraka, en un promontorio rocoso llamado Torrontegieta. Popularmente se le conoce como Santa Lucia, por la devoción a la santa titular de una ermita anexa al santuario.

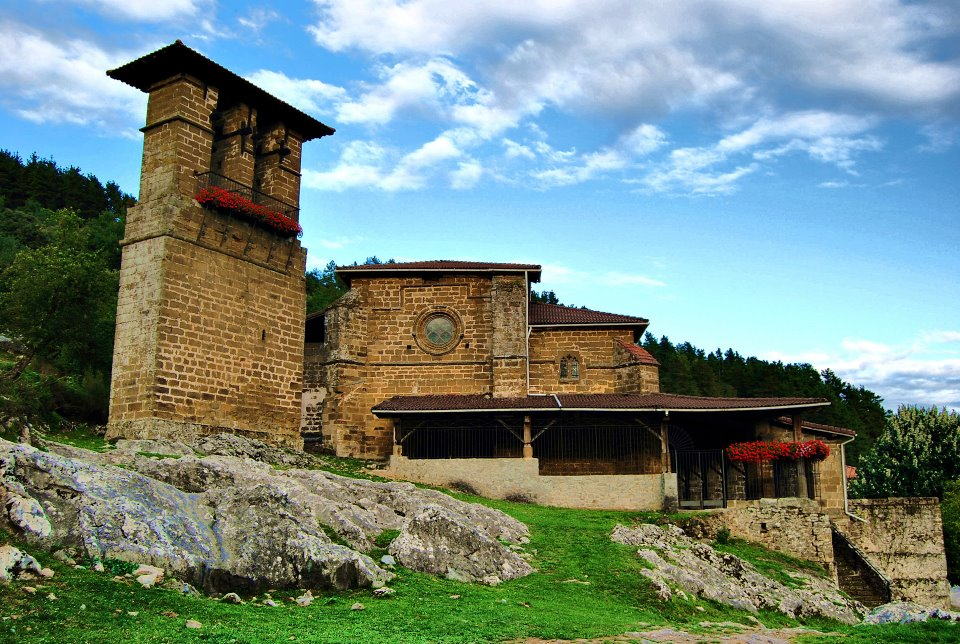
Santuario de Santa María del Yermo

El templo es una edificación del siglo XV en estilo gótico (estilo artístico siglos XII-XV) vascongado avanzado. Destaca su pórtico y las tallas y pinturas de su retablo. La torre campanario recuerda a los campaniles italianos.

#### Edificio del ayuntamiento y Herriko Plaza
La Herriko Plaza ha sido históricamente el centro neurálgico de la localidad, ya que en la plaza se concentraba toda la vida del pueblo. Junto a la iglesia de San Pedro de Lamuza, se construyó un edificio anexo, que sirvió como casa consistorial hasta el año 2001. Fue el 3 de marzo de dicho año cuando se inauguró el nuevo ayuntamiento, que es el centro de servicios del consistorio.

#### Casa-torre de Ugarte
La casa-torre de Ugarte, situada en el barrio del mismo nombre, es la única casa-torre que queda en pie hoy en día, de la decena que llegaron a levantarse en Llodio. Fue erigida en el siglo XV y consta de dos cuerpos adosados, siendo uno de ellos el conocido como «el palacio». La torre es de planta cuadrada, consta de cuatro plantas y mide más de doce metros.

#### Palacio de Katuxa
Fue construido en la segunda mitad del siglo XVIII, sobre los restos de una casa-torre destruida por un incendio en 1779. Mandado construir por Pedro Antonio de Ugarte, destaca en el su fachada principal de sillería, de estilo barroco y con soportal de dos arcos de medio punto. En la fachada se puede apreciar el escudo de la familia de los Ugarte. Es declarado bien cultural por el Gobierno Vasco en el año 2005.

#### Caserío Etxebarri
Este caserío está ubicado en Goikoplaza y data del año 1575. La construcción pertenece al grupo de caseríos con fachada plana sin portalón, con postes enterizos, doble vivienda, un corto desarrollo en altura y caballete perpendicular a la fachada principal desarrollando un moderado vuelo sostenido por jabalcones. En el año 2011 el caserío Etxebarri fue designado como Bien Cultural, con la categoría de monumento, en el Inventario General del Patrimonio Cultural Vasco.

#### Puente de Anuntzibai
El puente de Anuntzibai fue mandado construir por el marqués de Falces (ariginalmente escrito como Falzes en 1741), obra del arquitecto Martín de Larrea y Leguerzana, en el año 1741. Diez años antes, el cantero cántabro Antonio de la Vega y Sarabia había realizado las trazas del puente.
El puente se construyó para unir la casa-torre, ferrería y molino del marqués, situados en la margen derecha del río, con la ermita de San Miguel, sita en la margen izquierda. Tiene una longitud de 28 metros y una anchura máxima de 4,80 m. En su mayor parte está construido en sillares calizos. El ojo del puente alcanza una altura de 10,50 m Destaca su arco de sillería rematado por un calvario.

#### Parque de Lamuza

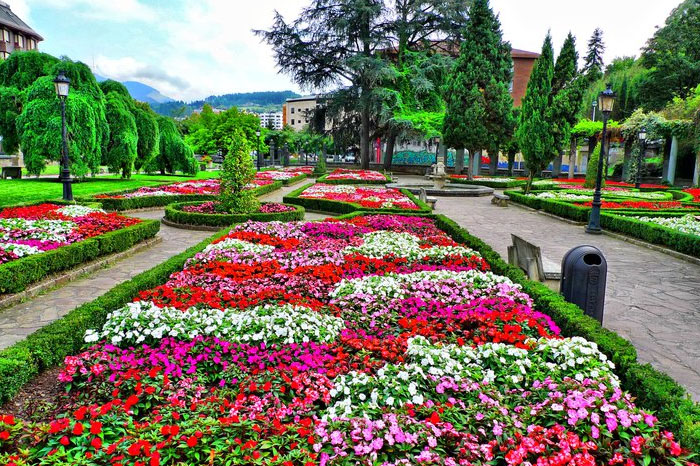
Entrada al parque desde la plaza

Es un extenso parque de más de 8,5 hectáreas que destaca por la gran riqueza y variedad de árboles con los que cuenta. Entre estos se pueden reseñar los cedros, cipreses, araucarias, tilos, magnolias, abetos, tejos, sequoias, etc. Todo ello constituía los antiguos jardines de la finca del Marquesado de Urquijo. En la actualidad hay 79 especies arbóreas diferentes entre las que destaca un ciprés de Monterrey, con 130 años de vida y más de cuatro metros de perímetro en su base, los ciruelos rojos del Japón o el cedro del Líbano.
Los edificios del palacio y demás dependencias acogen la Casa de Cultura. El edificio del casino, un estanque y un frontón en piedra de sillería completan este marco.
Enclavado en el corazón del pueblo, que con tanto capricho y esmero fue trazado y cuidado por sus antiguos dueños, está abierto a todos los visitantes, convertido en un extraordinario parque municipal.

### Fiestas y tradiciones
- El carnaval de Llodio tiene caracteres de carnaval urbano, aunque ha conservado alguna tradición del pasado rural de la localidad. Es el caso del personaje de la Bruja de Leziaga, que recuerda la leyenda de la mujer que habitaba en la cueva de Letziaga, se mesaba los cabellos con peines de oro y atraía con sus hermosas canciones a los pastores llodianos que se acercaban a la cueva. Las comparsas pasean un muñeco que representa a la bruja y la condenan a morir en el fuego en el acto final del Carnaval. Hoy en día, se celebra un desfile de disfraces, los cuales posteriormente participan en un concurso, en el cual se galardona a los más originales. Para finalizar se suele amenizar la fiesta con una verbena.

- A finales de enero/primeros de febrero en la localidad se celebra San Blas. Se realiza una feria en la que se venden productos típicos de los caseríos (baserris) de los alrededores. Durante la mañana se bendicen unos cordones para posteriormente poner en el cuello, ya que se mantiene la creencia de que ayuda a prevenir enfermedades. También se sacrifica un cerdo y se hacen tanto chorizos como morcillas durante el día. Al anochecer y para poner punto final al día festivo, se subasta el cerdo.

- El viernes anterior a Semana Santa, denominado Viernes de Dolores, se celebra desde 1890 una feria de ganado que reúne en Llodio a gente de los pueblos del entorno. En otra época la feria estuvo centrada en la compra-venta de ganado, pero en la actualidad es más bien una exposición o muestra de ganado y animales exóticos; acompañada por actos lúdicos, deportivos (pelota vasca y deporte rural vasco y religiosos. Se trata de un día festivo que recuerda el tiempo en el que Llodio era una población eminentemente rural.

- El segundo día de Pascua de Pentecostés se celebra una romería a la ermita de Santa Lucía, situada junto al monasterio de Santa María del Yermo, en un paraje cercano a Llodio y a 500 metros de altitud. Tras el día festivo en Santa Lucía, la fiesta se prolonga en Llodio por la noche. La tradición cuenta que tomando agua con la boca en la fuente de Santa Lucía y llevándola hasta la vecina ermita de San Antonio y Santa Apolonia, donde se arrojaba a un hueco en una piedra, se quitaba el dolor de muelas. Hoy en día, los jóvenes tienen por costumbre hacer una especie de guerra con el agua de la fuente.

- Desde el 15 de agosto hasta finales de mes se celebran las fiestas de San Roque, que tenían fama de ser las de más duración en todo el País Vasco. En la actualidad, y desde el año 2004, las fiestas se concentran en torno al fin de semana más cercano al día de San Roque y al último domingo del mes, día de la Cofradía. La devoción por este santo tiene su origen en las pestes que asolaron el valle a finales del siglo XVI. Así, en 1599 quedó constituida la Cofradía de San Roque, que aún hoy en día existe. El primer domingo de agosto los miembros de la Cofradía suben a la ermita y bajan en procesión la imagen del santo a la parroquia de San Pedro de Lamuza. El día 15 se inician las fiestas con el tradicional txupinazo, un cohete lanzado por el pregonero desde el balcón del ayuntamiento y, a continuación, los jóvenes van de casa en casa pidiendo agua. El día 16 de agosto, día del patrono San Roque, es fiesta mayor y día de la becerrada. El día 17 es el día de San Roquezar (san Roque el viejo), que se celebra desde el siglo XVIII. El acto central de ese día suele ser una novillada. Se solía celebrar también el Día de los Ajos en el que se homenajeaba a las mujeres del pueblo y se bailaba el aurresku por las calles de Llodio. La tradición de hacer una cadeneta con una cuerda y bailar por las calles del pueblo se ha mantenido viva hasta la actualidad. La víspera del fin de las fiestas se celebra el Día de las Morcillas, en el que los cofrades elegían el vino de la comida con la que iban a cerrar las fiestas, mientras se repartían morcillas entre todos los presentes. El último domingo de agosto es el Día de la Cofradía, en el que los cofrades celebran una comida, tradicional desde 1599, en los soportales de la iglesia de San Pedro de Lamuza. Con esta comida popular y la subida del santo a su ermita se cierran las fiestas. En este último día, se quema al perro de San Roque. Se apagan las luces de las calles y los habitantes, portando velas, siguen al perro (de cartón-piedra) en una procesión por las calles hasta llegar a la plaza y prender al animal.

### Deporte
Llodio cuenta en la actualidad con dos equipos de fútbol, el Club Deportivo Llodio, fundado en 2002 y el conjunto femenino Altzarrate Kirol Elkartea, fundado en 2015. En la localidad también destaca la escuela de pelota a mano Herriaren. El club de natación local Igeriketa Laudio ha sido también cuna de exitosos deportistas. También cuenta con el club de Atletismo Llodio.

## Localidades hermanadas
- Bucraa, Campos de Refugiados de Tinduf (RASD)
- Somoto, Nicaragua[11]

## Enlaces de interés
- Wikimedia Commons alberga una categoría multimedia sobre Llodio.
- Ayuntamiento de Llodio

- Datos: Q676903
- Multimedia: Laudio/Llodio / Q676903